# Spelaeomysis cochinensis
Spelaeomysis cochinensis is een kreeftachtigensoort uit de familie van de Lepidomysidae. De wetenschappelijke naam van de soort is voor het eerst geldig gepubliceerd in 1991 door Panampunnayil & Viswakumar.